# Данилов, Аркадий Иванович
Аркадий Иванович Данилов (1923—2004) — советский военнослужащий, участник Великой Отечественной войны, полный кавалер ордена Славы, командир отделения мотоинженерной разведывательной роты (24-я инженерно-саперная бригада, 42-я армия, 2-й Прибалтийский фронт) старшина.

## Биография
Аркадий Иванович Данилов родился в деревне Глядково Юрьевского уезда Владимирской губернии (в настоящее время Юрьев-Польский район Владимирской области) в крестьянской семье. Окончил в 1935 году 4 класса школы, работал в колхозе.
Небыловским райвоенкоматом Ивановской области в ноябре 1941 года он был призван в ряды Красной армии. На фронтах Великой Отечественной войны с 5 мая 1942 года.
Красноармеец Данилов 22 октября 1943 года в районе посёлка Ольшанники Витебской области участвовал в разведке боем по захвату пленного. Вместе со вторым красноармейцем прикрывал действия группы захвата. При появлении солдат противника, бежавших на помощь к своему, попавшему в плен, огнём из автомата уничтожил двоих из них и не давал остальным подойти, прикрывая отход группы. При этом он оказал помощь группе захвата по выносу раненных товарищей с поля боя. Приказом по 235 стрелковой дивизии от 23 октября 1943 года он был награждён орденом Красной Звезды.
14 ноября 1943 года по заданию командования Данилов руководил группой по захвату пленного в Меховском районе (в настоящее время Городокский район) Витебской области. Пробравшись незаметно, внезапным броском группа ворвалась в траншею и блиндаж. Гранатами и автоматным огнём они уничтожили в траншее 20 солдат противника и в блиндаже 5. Сам Данилов захватил пленного, который оказался фельдфебелем и доставил его в штаб. Операция прошла без потерь личного состава группы разведчиков. Приказом по 235-й стрелковой дивизии от 18 ноября 1943 года он был награждён орденом Славы 3-й степени.
23 ноября 1943 года сержант Данилов, находясь в том же районе с группой разведчиков, ворвался в траншею противника, гранатами уничтожил дзот, и автоматным огнём 20 солдат противника. Лично сам Данилов уничтожил 5 солдат и одного захватил в плен. Приказом по 11 гвардейской армии от 28 декабря 1943 года он был награждён орденом Славы 2-й степени.
17 сентября 1944 года в районе населённого пункта Эргли в Латвии старшина Данилов проводил разведку в тылу противника с целью изучения систем обороны, переправ. При проведении разведки группа столкнулась с крупным подразделением противника и оказалась в окружении. Данилов, несмотря на численное превосходство противника, поднял разведчиков в атаку и прорвал окружение. Сам при этом был ранен, но продолжал руководить боем и помог вынести 4-х раненых разведчиков. Хотя Данилов был ранен, он указывал наступающей пехоте мета скрытых переправ и замаскированные огневые точки противника. Только после того, как пехота форсировала реку, он дал увести себя в санчасть. 21 декабря 1944 года группа в составе 12 человек под командованием старшины Данилова при проведении разведки в нейтральной полосе столкнулась с двумя группами солдат противника, которые также проводили разведку переднего края обороны наших войск. В неравном бою, группой было уничтожено около 30 солдат противника. По изъятым документам была выявлена группировка противника. Указом Президиума Верховного Совета СССР от 29 июня 1945 года он был награждён орденом Славы 1-й степени.
В августе 1945 года старшина Данилов принял участие в войне против империалистической Японии, был награждён медалью «За победу над Японией», и ноябре того же года был демобилизован. Вернулся на родину, работал в колхозе, затем завхозом в школе. С 1968 года жил в городе Иваново, работал завхозом на заводе «Ивторфмаш», затем стропальщиком. В 1982 году ушёл на пенсию по инвалидности
6 апреля 1985 года в связи с 40-летием Победы он был награждён орденом Отечественной войны 1-й степени.
Скончался Аркадий Иванович Данилов 13 июля 2004 года.